# Orbital de valencia
El orbital de valencia es un concepto fundamental de la química que se refiere al orbital más externo de un átomo que contiene electrones involucrados en reacciones químicas. Este orbital es de particular importancia porque determina las propiedades químicas del átomo y la forma en que se une a otros átomos para formar moléculas.

## Definición
El "orbital de valencia" se define como el orbital de mayor energía que contiene electrones, y puede ser representado gráficamente por un diagrama de electrones de valencia. Este diagrama muestra los electrones de valencia como puntos en un diagrama en forma de caja, donde cada caja representa un orbital atómico. El "orbital de valencia" es la caja más externa en el diagrama.

## Estructura
El "orbital de valencia" puede tener diversas formas, dependiendo del átomo al que pertenece. Por ejemplo, el "orbital de valencia" del hidrógeno es un orbital esférico, mientras que el del carbono es un orbital en forma de "p". En general, el "orbital de valencia" puede ser descrito como un área de espacio alrededor del núcleo del átomo donde los electrones son más probables de ser encontrados.

## Papel en las reacciones químicas
El "orbital de valencia" es importante porque determina la forma en que los átomos se unen para formar moléculas. Cuando los átomos se acercan, los orbitales de valencia se superponen y los electrones de valencia se distribuyen entre los átomos involucrados en la reacción. Esta distribución electrónica determina la naturaleza del enlace químico que se forma entre los átomos.  
Además, los átomos con "orbitales de valencia" similares tienden a tener propiedades químicas similares. Por ejemplo, los grupos de elementos en la tabla periódica que tienen el mismo número de electrones de valencia (por ejemplo, el grupo de los metales alcalinos) tienden a tener propiedades químicas similares.

## Importancia en la estabilidad de los átomos
El "orbital de valencia" también es importante porque determina las propiedades químicas de un átomo. Los átomos con "orbitales de valencia" completos tienden a ser estables y poco reactivos, mientras que aquellos con "orbitales de valencia" incompletos tienden a ser inestables y reactivos. Por ejemplo, el helio tiene un "orbital de valencia" completo con dos electrones, haciéndolo un gas inerte, mientras que el cloro tiene siete electrones de valencia incompletos, haciéndolo altamente reactivo.